# Ivan Petr
Ivan Petr (* 27. července 1992 Brno) je český zápasník – judista.

## Sportovní kariéra
Pochází z judistické rodiny. S judem začínal v Brně v klubu SKKP společně s mladším bratrem Jiřím. Připravuje se pod vedením Jaroslava Švece. V české mužské reprezentaci se pohybuje od roku 2012 v polostřední a střední váze do 81 kg. Poprvé na sebe výrazně upoutal třetím místem na pražském světovém poháru v roce 2016. V roce 2017 reprezentoval Česko na Univerziádě v Tchaj-peji a obsadil dělené 5. místo.

### Úspěchy na mezinárodních turnajích
- 2016 – 3. místo světový pohár (Praha)
- 2017 – 3. místo světový pohár (Casablanca)

## Výsledky
| Olympijské hry     |     | —   |     |   |   | —   |     |     |  |  |  |  |  |  |  |  |  |  |  |  |  |  |  |  |
| Mistrovství světa  | —   |     | —   | — | — |     | úč. | úč. |  |  |  |  |  |  |  |  |  |  |  |  |  |  |  |  |
| Evropské hry       |     |     |     |   | — |     |     |     |  |  |  |  |  |  |  |  |  |  |  |  |  |  |  |  |
| Mistrovství Evropy | —   | —   | —   | — | — | úč. | úč. | —   |  |  |  |  |  |  |  |  |  |  |  |  |  |  |  |  |
| Univerziáda        | —   |     | —   |   | — |     | 5.  |     |  |  |  |  |  |  |  |  |  |  |  |  |  |  |  |  |
| ME do 23 let       | —   | úč. | úč. | — |   |     |     |     |  |  |  |  |  |  |  |  |  |  |  |  |  |  |  |  |
| MS juniorů         | —   |     |     |   |   |     |     |     |  |  |  |  |  |  |  |  |  |  |  |  |  |  |  |  |
| ME juniorů         | úč. |     |     |   |   |     |     |     |  |  |  |  |  |  |  |  |  |  |  |  |  |  |  |  |